# Tractor SC Tabriz
El Tractor Club (en turc azerbaidjanès Traktor (Tıraxtur) Klubu, en persa باشگاه تراکتور) conegut simplement com a Tractor, anteriorment Tractor Sazi, és un club de futbol iranià de la ciutat de Tabriz, a l'Azerbaidjan Meridional. Competeix a la Lliga Pro del Golf Pèrsic. El club va ser fundat el 1970 per la Companyia Iraniana de Producció de Tractors. El color distintiu del club és el vermell.
Des del començament de la temporada 1996–97, el Tractor ha jugat els seus partits a casa a l'estadi Sahand, que té una capacitat de 66.833 seients, tot i que és capaç d'acollir més persones durant els partits importants. El Tractor té el rècord d'assistència d'un equip promocionat al futbol iranià, quan va tenir una assistència mitjana estimada d'uns 57.000 espectadors durant la temporada 2009–10. El club és propietat de l'empresari Mohammad Reza Zonuzi des del 2018.
El Tractor és un dels clubs més reeixits de Tabriz, després d'haver guanyat dues Copes Hazfi i un títol de la Lliga Azadegan.

## Futbolistes destacats
- Sirous Dinmohammadi
- Karim Bagheri
- Rasoul Khatibi
- Yahya Golmohammadi